# ベルギーのスポーツ
ベルギーのスポーツでは、ベルギーにおけるスポーツについて記述する。

## サッカー
ベルギーはサッカーでは2010年代以後、世界屈指の強豪国として認識されている。ベルギーサッカー協会（KBVB）によって構成されるサッカーベルギー代表は、これまでFIFAワールドカップには13度出場しており、3大会ぶりの出場となった2014年大会ではベスト8に進出した。そして、続く2018年大会では過去最高位となる3位に輝いている。UEFA欧州選手権には6度出場しており、2016年大会と続く2021年大会では2大会連続でベスト8の成績を収めた。さらに2018年に新設されたUEFAネーションズリーグでは、2020-21シーズンに4位となっている。
1895年に創設されたサッカーリーグの『ジュピラー・プロ・リーグ』があり、アンデルレヒトやクラブ・ブルッヘ、ユニオン・サン＝ジロワーズやスタンダール・リエージュなどの強豪クラブが凌ぎを削っている。また、近年ではシント＝トロイデンが注目を集めており、2017年に日本の企業であるDMM.comがクラブの経営権を取得した。以後クラブは日本人選手だらけとなっており、ベルギーのみならず日本国内からも賛否両論となっている。

## 自転車競技

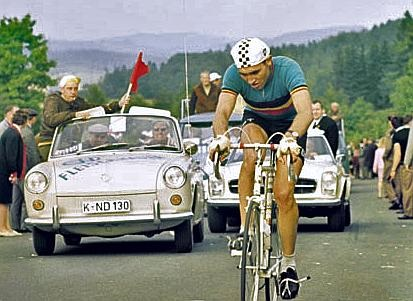
エディ・メルクス（1966年の世界選手権にて）

自転車競技は、フランデレン地域を中心として非常に人気がある。とりわけロードレースとシクロクロスについてはベルギーの国技と形容できるほどである。ツール・ド・フランスにおいても、過去に総合優勝者を延べ18名輩出している。1892年に創設されたリエージュ〜バストーニュ〜リエージュは、現存する最古のロードレースであることから『ドワイエンヌ』（最古参）という異名を持つ。この他、1913年に創設されたロンド・ファン・フラーンデレンも有名で、『クラシックの王』と呼ばれている。
ベルギーを代表する自転車選手はエディ・メルクスで、獲得したタイトルは枚挙に暇がない。この他にも、ベルギーではロードレースとトラックレースの両方で活躍したリック・ファンステーンベルヘン、史上初めてモニュメントと呼ばれる5大クラシックレース全冠制覇を達成したリック・ファン・ローイ、メルクスに続いてモニュメント全冠制覇を達成したロジェ・デフラミンク、6日間レース歴代最多の88勝を挙げたパトリック・セルキュ、1983年に日本の中野浩一に更新されるまで世界選手権自転車競技大会・プロスプリント最多連覇記録（6連覇）を保持し続けたジェフ・シェーレン、ロンド・ファン・フラーンデレンやパリ〜ルーベで多くの勝利を挙げたトム・ボーネンなども有名である。近年では、フィリップ・ジルベールやフレフ・ファン・アーヴェルマートなどがベルギーの代表的な自転車選手である。また、スヴェン・ネイスもシクロクロス界のスーパースターと呼ばれる存在であり、数多くのタイトルを獲得している。

## モータースポーツ

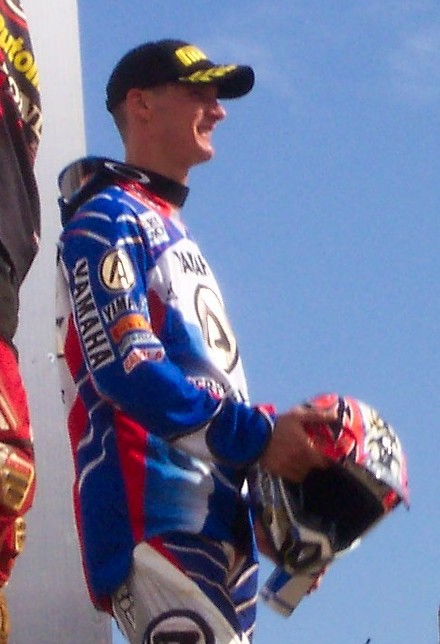
ステファン・エバーツ（2004年）

モータースポーツも、ベルギーでは比較的盛んなことで知られる。ベルギーの代表的なサーキットでもあるスパ・フランコルシャンでは、F1・ベルギーGPやスパ・フランコルシャン24時間レース、WRCイープル・ラリーといった大規模イベントが開催される。ゾルダー・サーキットも、かつてはF1ベルギーGPの開催地として名を馳せた。F1ドライバーとしてはジャッキー・イクス、ティエリー・ブーツェン、ベルトラン・ガショーなどが有名である。特にイクスはF1、ル・マン24時間、ダカール・ラリーで優勝を記録した上、マツダ・787Bのル・マン制覇にも貢献したことで知られる。
WRC（世界ラリー選手権）ではターマック（舗装路面）を得意とするドライバーが多く、フランソワ・デュバル、フレディ・ロイクス、ブルーノ・ティリーといったドライバーがオールドファンに人気である。現状チャンピオンはまだ輩出していないが、現代自動車のエースでランキング2位を複数回獲得したティエリー・ヌービルが最も王座に近いドライバーである。
GT3レースの世界でアウディ・R8 GT3を運用して黄金時代を築いたWRT（W・レーシングチーム）はベルギーのチームである。
二輪（オートバイ競技）に関してはオフロード、殊にモトクロスが別格の実績を持つ。モトクロス世界選手権（MXGP）の王者輩出国としては2位にほぼダブルスコアで1位であり、同じ年にベルギー人が全3クラスで王座を獲得したことも複数回ある。その中でも史上最強と言えるのは、史上最多王者（10回）を獲得し、日本4大メーカー全てで王者経験をステファン・エバーツである。他にもジョエル・スメッツ（5回王者）、エバーツの父ハリー・エバーツ（4回王者）、ダカールも2度制したガストン・ライエ（3回王者）も知られる。モトクロス・オブ・ネイションズでもベルギーチームは15回の優勝を飾っている。
ロードレース世界選手権（MotoGP）はベルギーGPが1990年にスパ・フランコルシャンで開催されたのを最後に開催が途絶えている。なおホンダ・レーシング（HRC）の欧州における本拠地は、かつてベルギーに置かれていた。